# رومان فيلا
رومان فيلا (بالفرنسية: Romain Villa)‏ هو دراج فرنسي، ولد في 27 أبريل 1985 في شارفيل-ميزيير في فرنسا.

## وصلات خارجية
- رومان فيلا على موقع الاتحاد الدولي للدراجات (الإنجليزية)
- رومان فيلا على موقع أرشيف الدراجات (الإنجليزية)
- رومان فيلا على موقع إحصائيات الدراجات الإحترافية (الإنجليزية)
- رومان فيلا على موقع نسبة الدراجات (الإنجليزية)